# Laura Gómez (schaatsster)
Laura Isabel Gómez Quintero (17 juli 1990, El Carmen de Viboral) is een Colombiaans langebaanschaatsster en skeeleraar.
In 2018 nam zij deel aan de Olympische winterspelen van Pyeongchang op het onderdeel massastart. Ze was daarmee de eerste Colombiaanse en Zuid-Amerikaanse deelnemer aan het Olympische schaatstoernooi. 
Op de wereldkampioenschappen inline-skaten 2019 behaalde Gómez een zilveren medaille op het onderdeel 10.000 meter puntenkoers.
In 2020 bezit zij vijf nationale records van Colombia bij het langebaanschaatsen.
Bij de Olympische Winterspelen van 2022 in Peking was Gómez bij de openingsceremonie vlaggendrager namens Colombia. 

## Persoonlijke records[2]
| Afstand    | Tijd    | Datum            | Baan           |
| ---------- | ------- | ---------------- | -------------- |
| 500 meter  | 41,73   | 2 maart 2018     | Salt Lake City |
| 1000 meter | 1.19,42 | 3 maart 2018     | Salt Lake City |
| 1500 meter | 2.02,50 | 4 maart 2018     | Salt Lake City |
| 3000 meter | 4.14,43 | 10 december 2021 | Salt Lake City |
| 5000 meter | 7.26,06 | 23 oktober 2021  | Salt Lake City |

## Resultaten
| Jaar | Olympische Spelen |
| ---- | ----------------- |
| 2018 | HF 10e massastart |
|      |                   |
| 2022 | HF 11e massastart |